# مانويل مورجيا
مانويل أنطونيو مارتينث مورجيا (بالإسبانية: Manuel Murguía)‏ كاتب ومؤرخ إسباني، وُلد في أرتيتشو في مقاطعة لا كورونيا في إسبانيا عام 1833. يعد المحرك الرئيسي للمرحلة الثقافية في تاريخ غاليسيا، ومؤسس الأكاديمية الملكية الغاليسية. وتُوفي في أرتيتشو عام 1923.

## روابط خارجية
- مانويل مورجيا على موقع الموسوعة البريطانية (الإنجليزية)